# Nicocréon
Nicocréon est un dynaste de Chypre de la fin du IVe siècle av. J.-C. Il est le dernier roi de Salamine de Chypre de 332 av. J.-C. jusqu’à 311 av. J.-C.. Il succède à son père Pnytagoras.

## Biographie
Son père, Pnytagoras, s’est rendu à Alexandre le Grand et l’aide pendant le siège de Tyr. Nicocréon est lié à Alexandre par une alliance militaire créée par son père. Comme les autres roitelets de Chypre, il se soumit à Alexandre le Grand sans opposition, et lui rendit hommage à Tyr en 331 av. J.-C. : il s'y distingua alors par la magnificence avec laquelle il offrit des représentations théâtrales. Après la mort d'Alexandre, Il s'allie aux Lagides et réussit à regrouper certains royaumes de Chypre pour lutter contre Antigone le Borgne et Démétrios Ier Poliorcète. Il collabore avec Séleucos Ier et Ménélas pour s’attaquer aux cités chypriotes qui s’étaient alliées à la cause d’Antigone et de Démétrios. Ptolémée Ier lui donne en récompense les territoires de Cition, Lapithos, Kyrenia et Marion, des cités de Chypre. De plus, il lui confère le commandement général de l’ile de Chypre, en effet, il est nommé stratège de Chypre en 313. Après la paix de 311, Nicocréon entame des pourparlers avec Antigone le Borgne. Furieux, Ptolémée lui donne l'ordre de se suicider. Sa maison est encerclée et Nicocréon se donne la mort en 311 av. J.-C. Sa femme, Axiothée (ru), égorge alors ses deux filles, puis se donne la mort ainsi que ses beaux-frères et belles-sœurs.

## Statut de Salamine de Chypre

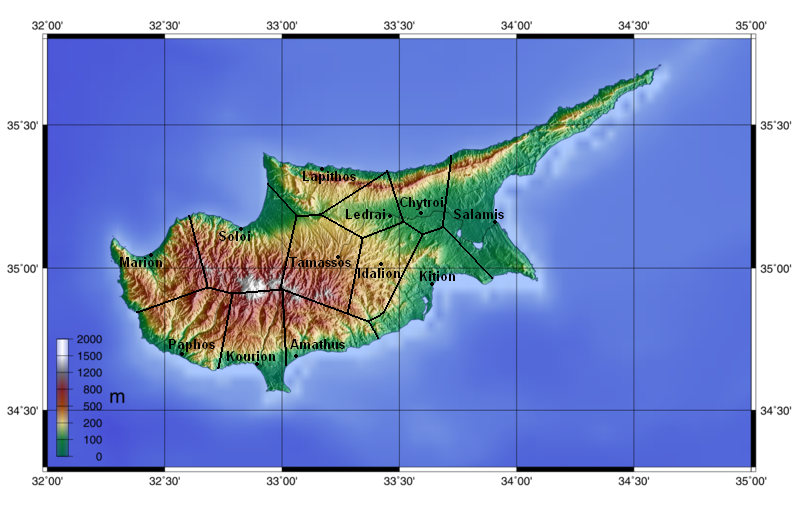
Carte des cités-états de Chypre. Le territoire de Salamine se trouve à l'Est de l'ile

Salamine de Chypre est privilégiée par Alexandre depuis le siège de Tyr. Alexandre donne à Salamine le territoire de Tamassos, un territoire appartenant à Pymiaton, le roi de Cition. Salamine est la grande cité de l'ile de Chypre. Cependant, elle devient très vite une base avancée des Lagides. En effet, l'Égypte, ne possédant pas de frontières naturelles, les dirigeants Lagides cherchent à protéger de loin leur territoire en créant des bases avancées en Mer Méditerranée.

## Liens familiaux avec Alexandre le Grand
Sa famille est ancienne et Nicocréon se confère une descendance divine. La famille royale de Salamine se veut liée à celle d’Alexandre, et par conséquent descendant de Zeus. Elle se prétend appartenir à la dynastie des Éacides, descendants d’Éaque, fils de Zeus. Cela est la raison pour laquelle Alexandre confère des privilèges à la famille royale de Salamine, elle est porteuse d’une tradition.

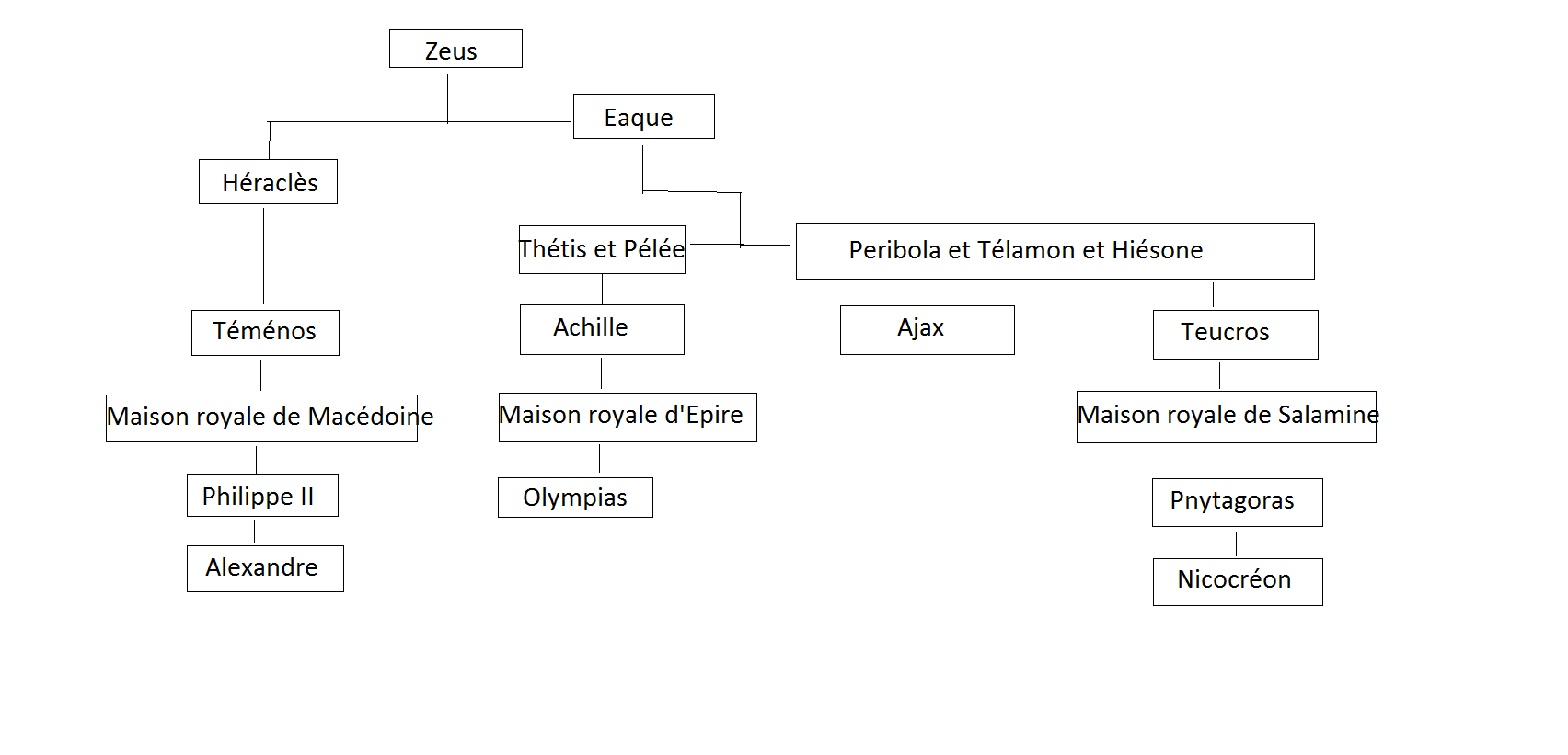
Arbre généalogique de Nicocréon

## Relations avec le philosopheAnaxarque d'Abdère
Il aurait fait tuer le philosophe Anaxarque d'Abdère, un philosophe grec de l'école des atomistes qui avait accompagné Alexandre dans son expédition asiatique. Selon Diogène Laërce (IX, 59), la rivalité entre Nicocréon et Anaxarque remonte à un banquet avec Alexandre. Alexandre, demandant à Anaxarque ce qu’il pensait du repas, celui-ci aurait répondu « en tout point somptueux, ô roi ; il n’y manquait que la tête d’un satrape », en visant Nicocréon. À la mort d’Alexandre, Nicocréon fit jeter Anaxarque dans un mortier et le fit broyer par un pilon en fer.

## Galerie d'images

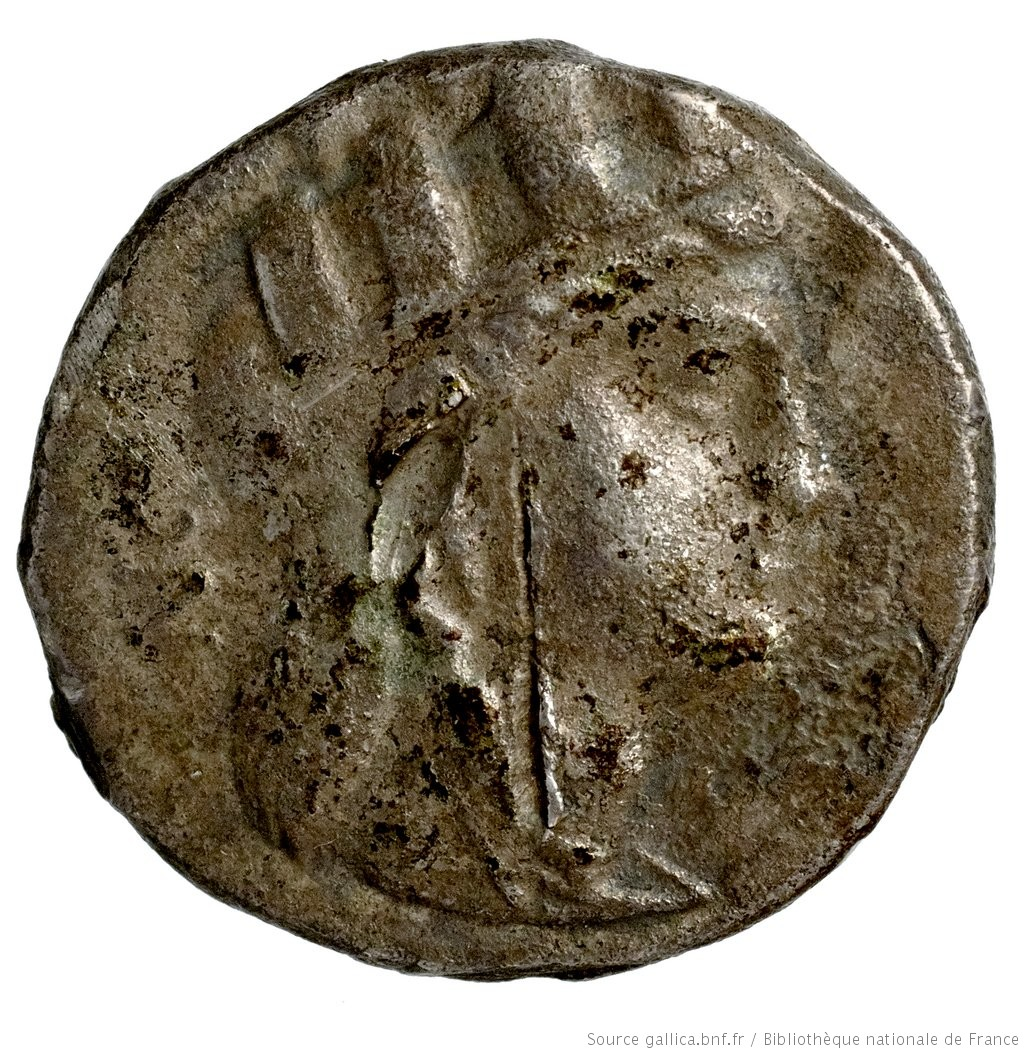
Portrait de Nicocréon sur un didrachme.
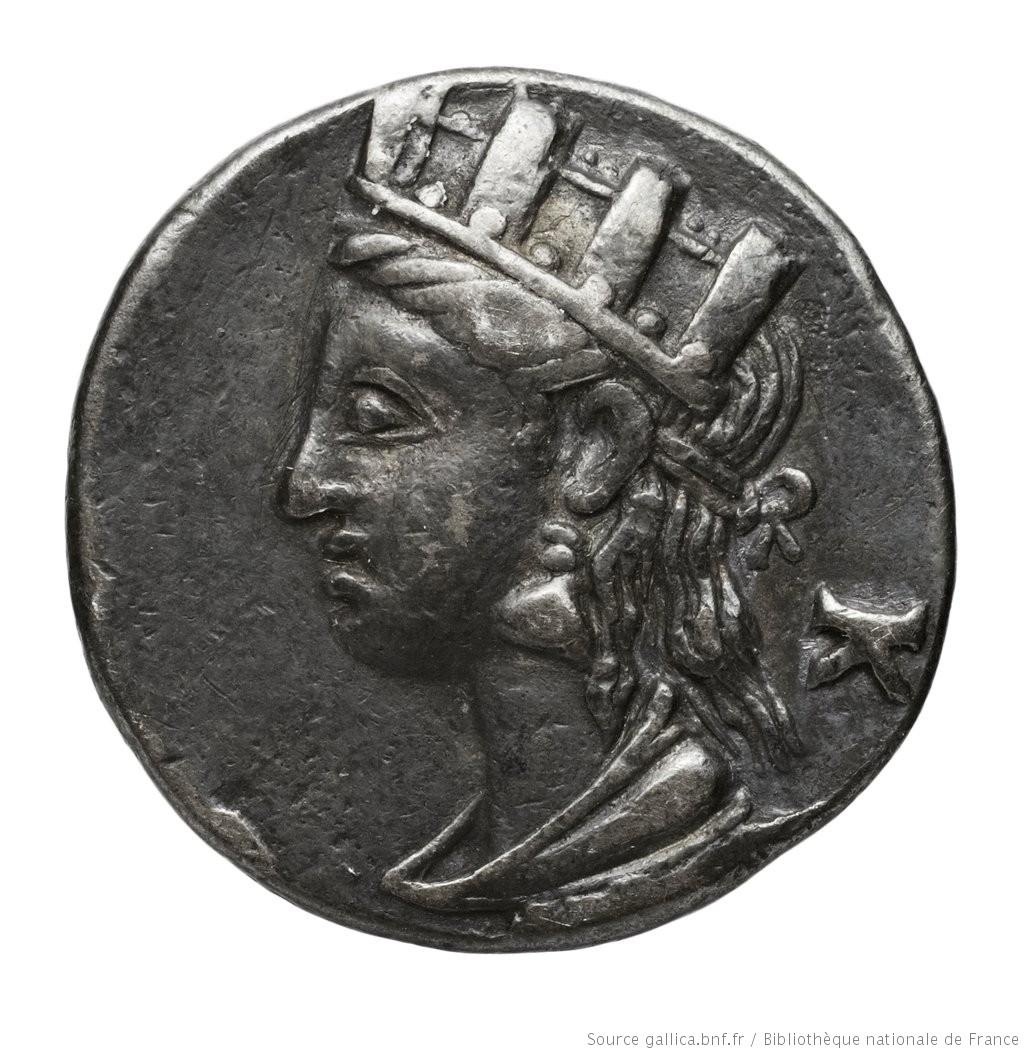
Portrait de Nicocréon sur une monnaie de Chypre.
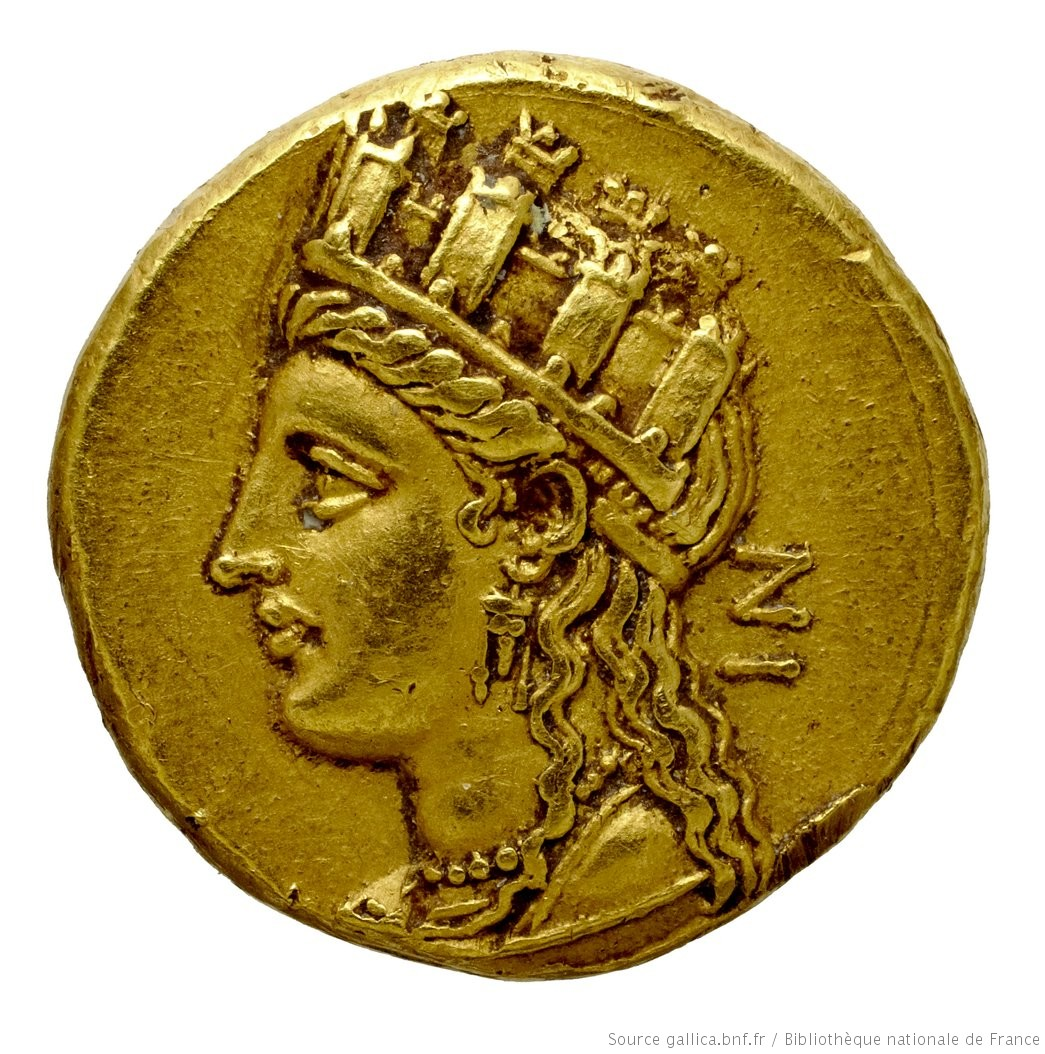
Portrait de Nicocréon sur un statère.

### Images
https://gallica.bnf.fr/ark:/12148/btv1b8477771n.r=nicocreon?rk=42918;4
https://gallica.bnf.fr/ark:/12148/btv1b8473381d#?
https://gallica.bnf.fr/ark:/12148/btv1b10317540r.r=nicocreon?rk=21459;2